# オールタナティブツーリズム
オールタナティブツーリズム（英: Alternative tourism、オルタナティブツーリズムあるいはオールターナティブツーリズムとも呼称）とは、マスツーリズムへの批判が大きくなるにつれて生まれてきた、マスツーリズムに取って替わる (alternative) 観光を意味する言葉。

## 概要
観光分野の研究者の間で1980年代後半から用いられるようになった。マスツーリズムから生じたさまざまな弊害を克服し、新しい観光のあり方を追い求めていこうとするもの。
しかしながら、この概念ではマスツーリズムに替わるものという説明はあるが、代替した後の中身を示していないのではないかという指摘を受けて、その後はサステイナブルツーリズム（持続可能な観光）という用語が用いられるようになってきた。